# Madre de Deus-incident

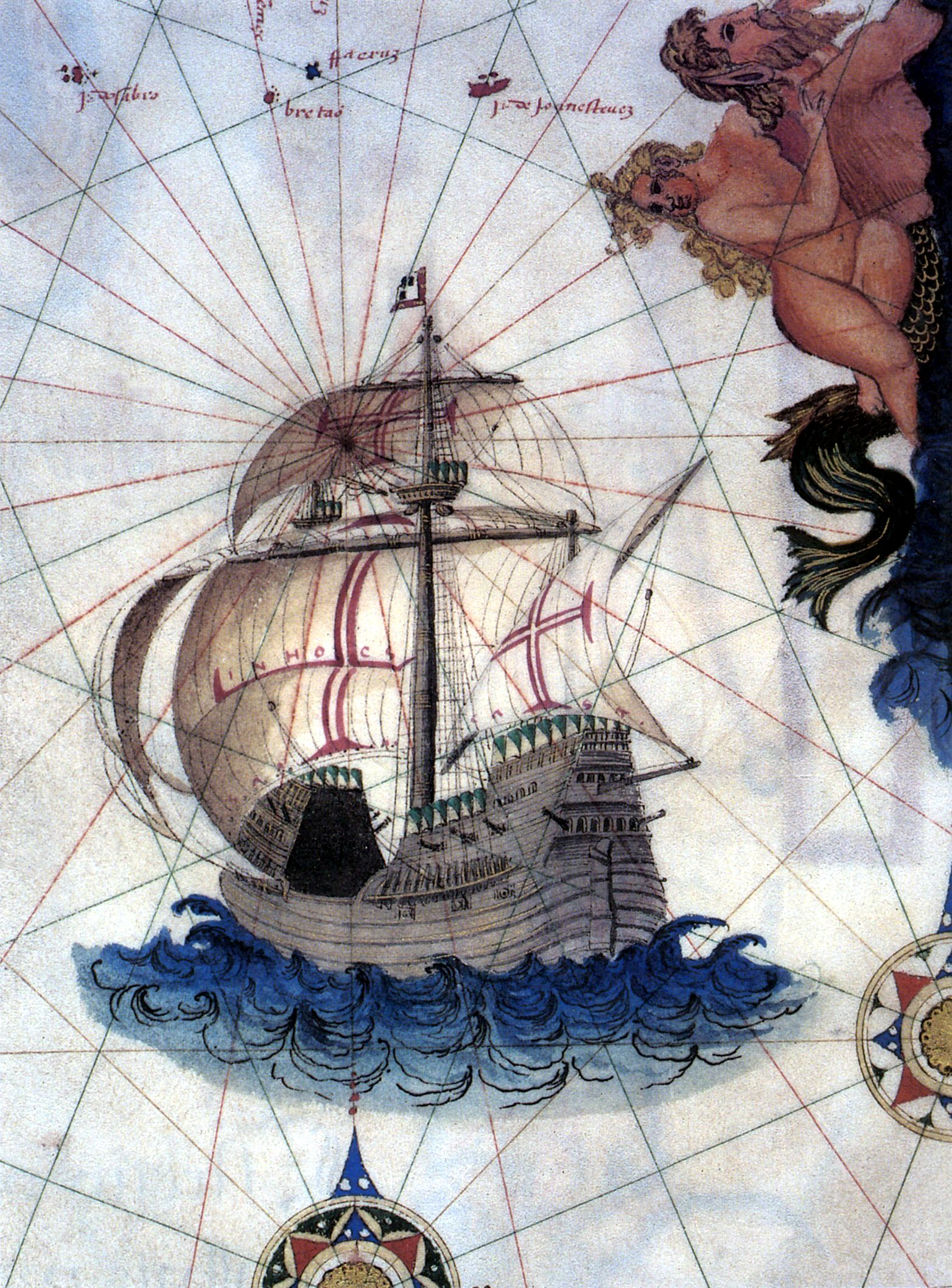
Portugese kraak

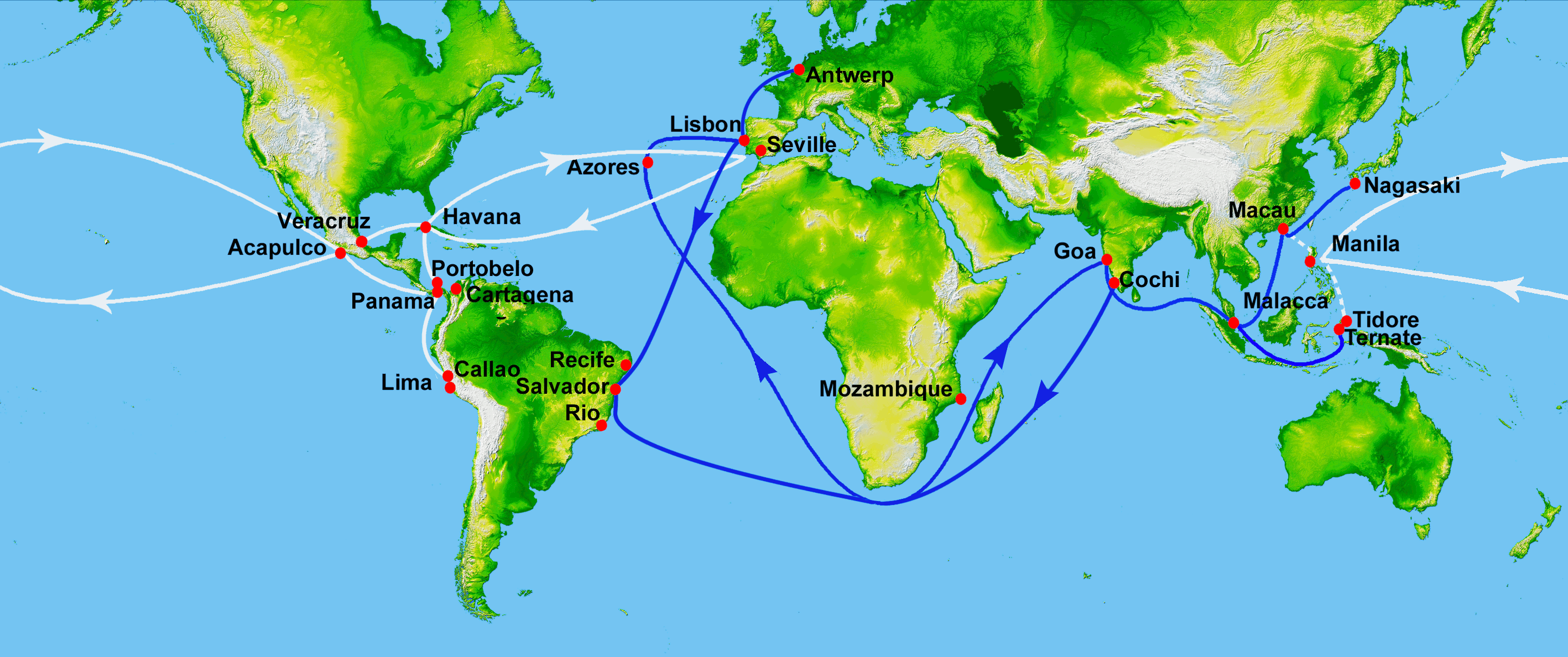
Portugese handelsroutes, met onder andere Macau en Nagasaki

Het Madre de Deus-incident of het Nossa Senhora da Graça-incident.
De Madre de Deus was een Portugese kraak die verging rond 1609 voor de kust van Nagasaki, Japan.

## Reis naar Nagasaki
Onder leiding van kapitein André Pessoa voer het schip van China naar Nagasaki, een route die twee jaar niet bevaren was. Hierdoor had ze een buitengewoon rijke lading, volgens sommige bronnen tot acht miljoen cruzados (Portugese munt in de 17de en 18de eeuw). Het schip had ruim tweehonderd kooplui aan boord die van plan waren om handel te drijven in Nagasaki en hiervoor allemaal grote sommen geld bij zich hadden. De Madre de Deus verliet de haven van Macau (China) op 10 mei 1609 en kwam aan in de Baai van Nagasaki op 29 juni van datzelfde jaar.
De gouverneur van Nagasaki, Hasegawa, kreeg vrijwel meteen ruzie met Pessoa. De exacte reden hier achter is ongekend. Hij zwoer samen met de koning van Arima om keizer Ieyasu te overhalen om de Portugezen aan te vallen en hun buit te confisqueren. De Portugese handelaars brachten een flink aantal jezuïeten met zich mee en het aantal Japanse christenen steeg sterk, dit bedreigde de macht van de keizer. Daarom gaf hij de koning van Arima de toestemming om de Madre de Deus in beslag te nemen en Pessoa levend of dood te vangen.

## Nachtelijke aanval
Pessoa, die de aanval zag aankomen, riep alle Portugese kooplieden terug aan boord en vertrok overhaast. Velen waren er niet op voorbereid om zo snel te vertrekken en Pessoa ging voor anker een eindje buiten Nagasaki, in de havenplaats Fakunda. Hier wachtte hij op de rest van de kooplui en op gunstige wind om terug naar Macau te varen. Ondertussen arriveerde de koning van Arima in Nagasaki en nodigde Pessoa uit om vredig te onderhandelen aan land. Pessoa vertrouwde de koning niet en weigerde. Hierop stuurde de koning ‘s nachts 1200 soldaten, bestaande uit boogschutters en musketiers, in 33 roeiboten op de Madre de Deus af. De Japanners werden opgewacht door hevige weerstand. De belegering van het het schip ging drie nachten door, tot de Madre de Deus uiteindelijk vuur vatte. Pessoa wist dat zijn schip verloren was maar vertikte het om zich over te geven aan de Japanners en gaf de opdracht om het kruitmagazijn op te blazen. Geen enkele Portugees overleefde de ontploffing.
Volgens verslagen waren de Japanners in staat om vlak na de explosie alleen enkele pakken zijde en drie kisten zilver te bergen. De onbewerkte zijde (een exportproduct uit Macau) staaft de theorie dat de kooplieden nog niet klaar waren met hun handel.

## Berging
De hele 17de eeuw werd er naar het wrak gedoken. Volgens de registers van het schip en de haven van Macau, waren er tijdens de schipbreuk 150 kisten zilver aan boord. In 1617 al werden er hier 70 van geborgen. Een andere bergingspoging, in 1653, leverde maar drie zilverstaven en wat kunstvoorwerpen op. Het wrak lag volgens de verhalen op zo’n 60 meter diepte, waardoor de berging voor die tijd zeer indrukwekkend was. Het wrak van de Madre de Deus en de veronderstelde rijkdommen is deel gaan uitmaken van Japanse folklore en fascineert schattenjagers nog steeds.
De datum van de scheepsramp verschillen per bron, gaande van 9 juli 1609 tot 6 januari 1610.